# 伊利沙伯中學舊生會小學分校
伊利沙伯中學舊生會小學分校（英語：Q.E.S. Old Students' Association Branch Primary School），簡稱「伊小分校」、「伊分」或「QESOSABPS/QBPS」，是香港的一間津貼小學，位於天水圍天盛苑內，由伊利沙伯中學舊生會教育推廣機構於1992年所創辦，屬於第72校網。此校原為伊利沙伯中學舊生會小學下午校，於1999年從伊利沙伯中學舊生會小學分拆並轉為全日制。

## 學校歷史
此校前身為伊利沙伯中學舊生會小學的下午校，於1992年在天耀邨創立。
至1998年，原校獲教育署邀請，由原來的半日制學校，分拆為兩所全日制小學，兩校沿用故有社制、校訓。當中，上午校仍在原址辦學，而下午校遷至一條馬路之隔的天盛苑校舍，成為伊利沙伯中學舊生會小學分校，並於1999年啟用。
而自2011-2012學年起，伊利沙伯中學舊生會開辦的所有學校（包括此校），均結為「一條龍學校」，小六學生可循內部抽籤程序，選擇入讀同系的兩間中學，而不必參與統一派位。

## 校舍
此校為一所採用1998年版設計的靈活式校舍，樓高6層（不連地下），連同鄰近另外兩所校舍由新福港承建，設有30間課室連各種特別室，於1999年8月交付。
值得一提的是，此校與另外三間中、小學，均為香港主權移交後，首批交付立法會審議的新建校計劃之一，於1997年11月審議，隨後動工。

### 校舍圖集

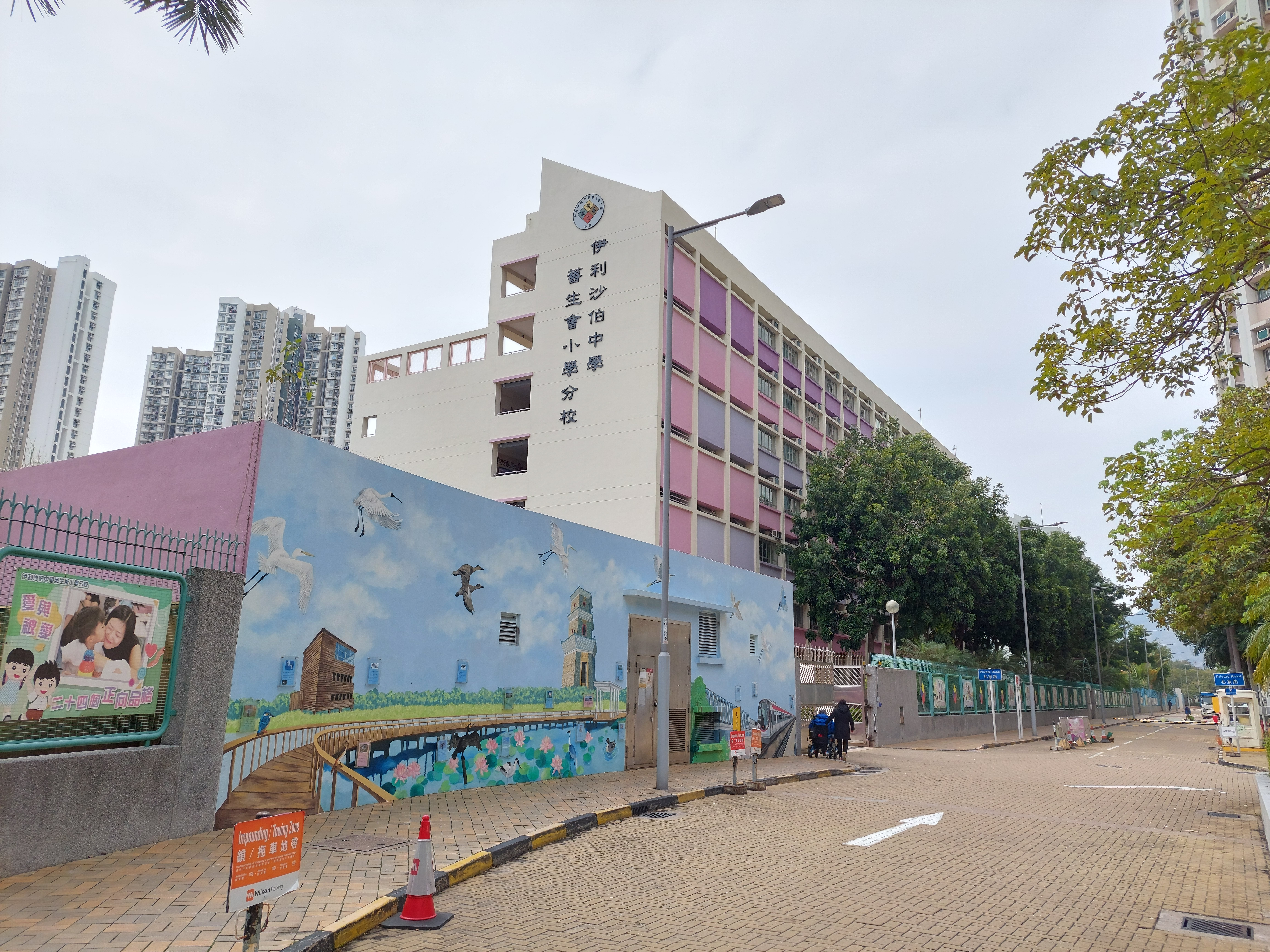
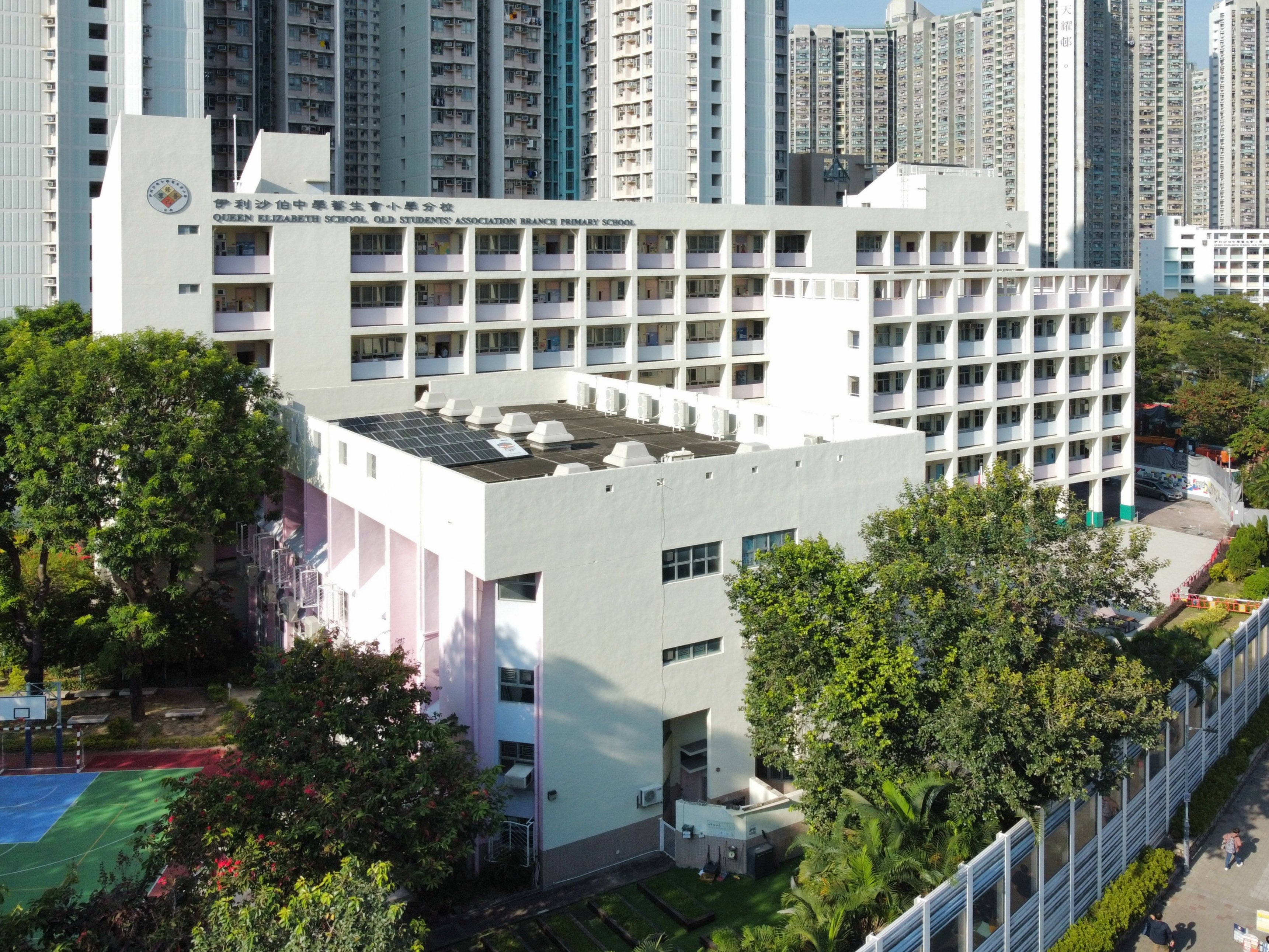

## 社別
學校共分四社，承傳自伊利沙伯中學與舊生會系列學校的統一校訓，各社為修社（黃色）、己社（紅色）、善社（啡色）、群社（藍色）。每位新生入學時，均會被分配至其中一社。在陸運會等活動場合，會以以上四社來作區分及互相競爭。

## 課程及測考
課程：中文、英文、數學、綜合人文、科學與科技、音樂、視覺藝術、體育、普通話
測考：每一個學年共舉行考試和測驗各2次。

## 學生團隊及活動

### 活動
- 好學生及傑出好學生選舉[8]
- 延展課（上課時間內的自選興趣活動）[9]
- 課餘興趣班（爵士舞、體操、花式跳繩、小型網球、籃球、跆拳道、中國武術、足球、劍橋英語、書法、輕黏土、水墨畫、小提琴、大提琴、單簧管、長笛、單車）[10]
- 午膳小息活動[11]
- 校隊（足球、籃球、田徑、游泳、花式跳繩、舞蹈、合唱團、弦樂團）

### 學生團隊
- 校園電視台：「QbsTV」
- 體育大使
- 校車服務隊
- 圖書館管理員
- 課室閱讀推廣大使
- 公益少年團
- 領袖生
- 中華文化大使
- 圖書館管理員
- 英文大使
- 童軍
- 校歌服務隊
- 愛心小天使

## 歷任校長

### 伊利沙伯中學舊生會小學下午校
- 楊煥岐先生（1992年-1997年，下午校創校校長，後轉任正校上午校校長）
- 徐蔚玲女士（1997年-1999年，第二任，分拆後繼續出任校長）

### 伊利沙伯中學舊生會小學分校
- 徐蔚玲女士（1999年-2008年，全日制首任校長）
- 黎永添先生（2008年-2010年，全日制第二任校長）
- 梁潤蓮女士[12]（2010年-2022年，全日制第三任校長）
- 胡國威先生（2022年起，全日制第四任校長）

## 軼事
- 在此校分拆校舍進行分配時，同區受元朗邨拆卸影響、且同為半日制的元朗商會第二學校亦有份競投。由於無法投得校舍，該校已於2000年停辦[13]。

## 註解
1. ↑  2020-2021學年數字
2. ↑  另外兩座分別為元朗公立中學校友會鄧兆棠中學及獅子會何德心小學。
3. ↑  分別為嶺南中學、青松侯寶垣中學，以及鄰近此校的獅子會何德心小學。

## 外部連結
- 伊利沙伯中學舊生會小學（分校） （页面存档备份，存于）